# Ahepatokla
Ahepatokla (Oypatukla, Sjeveroistočni Choctawi, Northeastern Choctaws) /=  'potato-eating people' ,/ jedna od tri skupine Choctaw Indijanaca iz Mississippija čija su se sela nalazila poglavito u okrugu Kemper. Swanton (prema H. S. Halbert; 1901) navodi sljedeća: Alamucha, Athlepele, Boktokolo chito, Chichatalys, Chuka hullo, Chuka lusa, Cutha Aimethaw, Cuthi Uckehaca, East Abeka, Escooba, Hankha Ula, Holihta asha, Ibetap okla chito, Ibetap okla iskitini, Imoklasha iskitini, Itokchako, Kunshaktikpi, Lukfata, Oka Altakala, Osapa issa, Pachanucha, Skanapa, Yagna Shoogawa, Yanatoe i Yazoo iskitini.
Ostale dvije Choctaw skupine su Oklafalaya i Oklahannali.